# Six Degrees of Separation (film)
Six Degrees of Separation is een Amerikaanse dramafilm uit 1993 onder regie van Fred Schepisi. Het verhaal is een verfilming van het het gelijknamige toneelstuk van John Guare, die dit zelf tot filmscenario verwerkte. Hoofdrolspeelster Stockard Channing werd voor haar vertolking van Louisa 'Ouisa' Kittredge genomineerd voor zowel een Oscar als voor een Golden Globe.
De filmtitel is een verwijzing naar de six degrees of separation, een theorie uit de sociale psychologie.

## Verhaal
Het welgestelde echtpaar Louisa 'Ouisa' (Stockard Channing) en John Flanders 'Flan' Kittredge (Donald Sutherland) komt 's morgens hun overhoop gehaalde huiskamer binnen en schrikt zich kapot. Uit een eerste inspectie blijkt er niettemin niets gestolen, zelfs niet het schilderij van Kandinsky. Ouisa gaat daarop logee  'Paul '  (Will Smith) wakker maken, die om 7.00 uur een afspraak zou hebben met zijn vader. Ze schrikt als die in bed bezig blijkt met een naakte man. Hij heeft die buiten haar en Flans weten de vorige avond opgepikt. Paul en zijn bedpartner worden onmiddellijk het huis uitgezet, waarop de Kittredges vertrekken naar een bruiloft waarvoor ze te laat dreigen te komen. Daar vertellen ze enthousiast over hun belevenissen die morgen en de vorige avond.
De Kittredges ontvingen de vorige avond hun oude vriend Geoffrey Miller (Ian McKellen) thuis. Hij woont in Zuid-Afrika en heeft daar een fortuin, maar mag zijn financiën van daar niet uitvoeren naar de Verenigde Staten. Daarom belde hij de Kittredges met het verzoek hem mee uit eten te nemen. Flan zit midden in een zakenproject waarvoor hij twee miljoen dollar aan financiering tekortkomt. De komst van Miller is voor hem daarom een geschenk uit de hemel. Hij nodigt hem graag uit voor een diner en wil hem daarbij subtiel verzoeken de benodigde twee miljoen te investeren. Wanneer ze op het punt staan naar een restaurant te gaan, staat Paul aan de deur. Hij stelt zich voor als een vriend en studiegenoot aan Harvard van de kinderen van de Kittredges, Woody (Oz Perkins) en Tess (Catherine Kellner). Hij heeft een steekwond in zijn maag en vertelt dat hij is overvallen.
Paul wil niet dat er een dokter wordt gebeld, want zo ernstig is het volgens hem allemaal niet. Hij vertelt dat hij er vooral van baalt dat zijn thesis is gestolen. Hij legt uitgebreid uit waar die over ging, terwijl Ouisa zijn wonden verzorgt. Het aanwezige drietal hoort vervolgens geïmponeerd toe hoe Paul diepe gedachten blijkt te hebben waarin hij culturele, psychologische en filosofische componenten op verfrissende wijze met elkaar in verband brengt. Wanneer Paul er vervolgens op aandringt voor iedereen te koken, laten ze hun diner varen en Paul zijn gang gaan in de keuken. Ook de door hem bereide maaltijd maakt indruk. Tijdens het eten vertelt Paul dat hij de zoon is van Sidney Poitier en vertelt honderduit over diens leven en loopbaan. Miller vertrekt uiteindelijk uiterst voldaan en zegt Flan de benodigde twee miljoen toe. Paul wil naar een hotel vertrekken, maar de Kittredges staan erop dat hij de logeerkamer neemt. Zodoende komt hun verhaal weer uit bij de volgende morgen en het uit het huis zetten van Paul.
De Kittredges denken een unieke ervaring te hebben opgedaan, maar dat blijkt anders te liggen. Hij blijkt exact hetzelfde toneelstuk te hebben opgevoerd bij de met hun bevriende Larkin (Bruce Davison) en zijn echtgenote Kitty (Mary Beth Hurt) en ook bij Dr. Fine (Richard Masur), ook een kennis. Allemaal namen ze hem verwond in huis, overal vertelde hij de zoon van Poitier te zijn, iedereen beloofde hij een figurantenrolletje in een filmuitvoering van Cats en overal vertrok hij na betrapt te zijn met een man. Samen gaan ze op onderzoek. Daaruit blijkt dat Poitier helemaal geen zonen heeft (alleen dochters) en geen van hun kinderen heeft een studiegenoot genaamd Paul.
De waarheid blijkt te vinden bij een oude studiegenoot van Tess, de homoseksuele Trent Conway (Anthony Michael Hall). Hij pikte Paul ooit op van de straat en was meteen verliefd. De manier waarop hij en Paul elkaar ontmoetten zal alleen nooit worden geaccepteerd in de elitaire kringen waartoe zijn familie behoort. Daarom nam hij Paul drie maanden in huis en leerde hem in die tijd alles over de etiquette, de bezigheden én de mensen in het wereldje waarin zijn familie zich begeeft. Paul bleek een geweldig geheugen te hebben en de informatie als een spons op te slaan. Het was de bedoeling dat hij vervolgens zou spelen alsof hij Conway toevallig tegen zou komen tijdens een aangelegenheid in diens kringen. Uit die ontmoeting zou dan langzaam en publiekelijk een relatie moeten lijken te komen. Voor het zover kwam, vertrok Paul alleen met de noorderzon. Naar nu blijkt om zich onder valse voorwendselen in de levens van de elite te mengen.
De betrokkenen zijn met stomheid geslagen en willen dat de politie Paul oppakt. Iedereen behalve Ouisa. Zij is vooral gefascineerd door de methodes en beweegredenen van de indringer. Hij komt als dakloze uit een wereld die voor haar zo ver weg leek, maar liep in enkele stappen zo de hare binnen. De politie blijkt ook niets te kunnen doen. Paul is overal op uitnodiging binnengekomen en heeft nergens iets gestolen of om het even welk ander feit gepleegd dat een arrestatie legitimeert. Dat verandert wanneer Elizabeth (Heather Graham) zich meldt. Zij en haar vriend Rick (Eric Thal) kwamen Paul tegen in het park. Hoewel heteroseksueel, liet Rick zich door hem verleiden. Toen Elizabeth hem daarom dumpte, pleegde Rick zelfmoord. Daarom is het zaak Paul te vinden voor ondervraging, maar zowel zijn echte naam als zijn verblijfplaats weet niemand. Bovendien wil Ouisa voorkomen dat Paul verloren gaat in het justitiële systeem vanwege zijn pogingen om zich aandienende kansen te grijpen.

## Rolverdeling
| Acteur               | Personage                                           |
| -------------------- | --------------------------------------------------- |
| Stockard Channing    | Louisa "Ouisa" Kittredge                            |
| Will Smith           | Paul                                                |
| Donald Sutherland    | Flan Kittredge                                      |
| Ian McKellen         | Geoffrey Miller                                     |
| Mary Beth Hurt       | Kitty                                               |
| Heather Graham       | Elizabeth                                           |
| Bruce Davison        | Larkin                                              |
| Richard Masur        | Dr. Fine                                            |
| Anthony Michael Hall | Trent Conway                                        |
| Eric Thal            | Rick                                                |
| Anthony Rapp         | Ben                                                 |
| Oz Perkins           | Woodrow ("Woody") Kittredge (als Osgood Perkins II) |
| Catherine Kellner    | Talbot ("Tess") Kittredge                           |
| J. J. Abrams         | Doug (als Jeffrey Abrams)                           |
| Kitty Carlisle       | Mrs. Bannister                                      |
| Joe Pentangelo       | Police Officer                                      |